# ブロモキシニルニトリラーゼ
ブロモキシニルニトリラーゼ(Bromoxynil nitrilase, EC 3.5.5.6)は、以下の化学反応を触媒する酵素である。
3,5-ジブロモ-4-ヒドロキシベンゾニトリル + 2 H2O {\displaystyle \rightleftharpoons } 3,5-ジブロモ-4-ヒドロキシ安息香酸 + アンモニア
従って、この酵素の2つの基質は、3,5-ジブロモ-4-ヒドロキシベンゾニトリルと水、一方、2つの生成物は、3,5-ジブロモ-4-ヒドロキシ安息香酸とアンモニアである。
この酵素は、加水分解酵素の中で、ペプチド結合以外の炭素-窒素結合、特にニトリルに作用するものとして分類される。系統名は、3,5-ジブロモ-4-ヒドロキシベンゾニトリル アミノヒドロラーゼ(3,5-dibromo-4-hydroxybenzonitrile aminohydrolase)である。1,4-ジクロロベンゼン分解に関与している。